# Young Heretics
Young Heretics is een muzikaal duo afkomstig uit Melbourne, Australië. Het duo formeerde zich in 2009 en bestaat uit Kitty Hart en haar halfbroer, The Getaway Plan-frontman Matthew Wright.
Datzelfde jaar brachten zij met The Dreamers hun debuut-ep uit, waarna ze een paar maanden later in 2010 ook hun debuutalbum We Are the Lost Loves uitbrachten. Voor de productie van het album gebruikten zij maar liefst 60 verschillende muzikanten en geluidseffecten van filmregisseur Peter Jackson. Er was de nodige controverse in de media toen zij besloten het album zelf een maand voor de officiële verschijningsdatum te lekken.
In 2011 kondigde de band een onderbreking voor onbepaalde tijd aan. Matthew Wright ging hierna verder bij de rockband The Getaway Plan, terwijl Kitty Hart muziek schreef voor het indiefolkproject Magic Spells.

## Discografie
Studioalbums
- 2010: We Are the Lost Loves

Ep's
- 2009: The Dreamers